# シナプス (企業)
株式会社シナプスは、東京都中央区銀座に本社を構えるコンサルティング会社。マーケティングやコンサルティングをはじめ、企業研修・人材育成事業・マーケティングカレッジ・マーケティング関連セミナーの運営などを行う。2022年に株式会社アガルートの完全子会社となった。

## 概要
1997年8月設立。創業者は家弓正彦。
2022年6月10日M&Aによって株式会社アガルートが全株式を取得し、完全子会社化された。代表取締役を務める後藤匡史はアグリテックスタートアップであるテラスマイル株式会社の非常勤取締役を兼任している。